# Autodrome de Linas-Montlhéry

Der 1935 modifizierte Hochgeschwindigkeitskurs

Die im Lauf der Zeit verwendeten Streckenvarianten

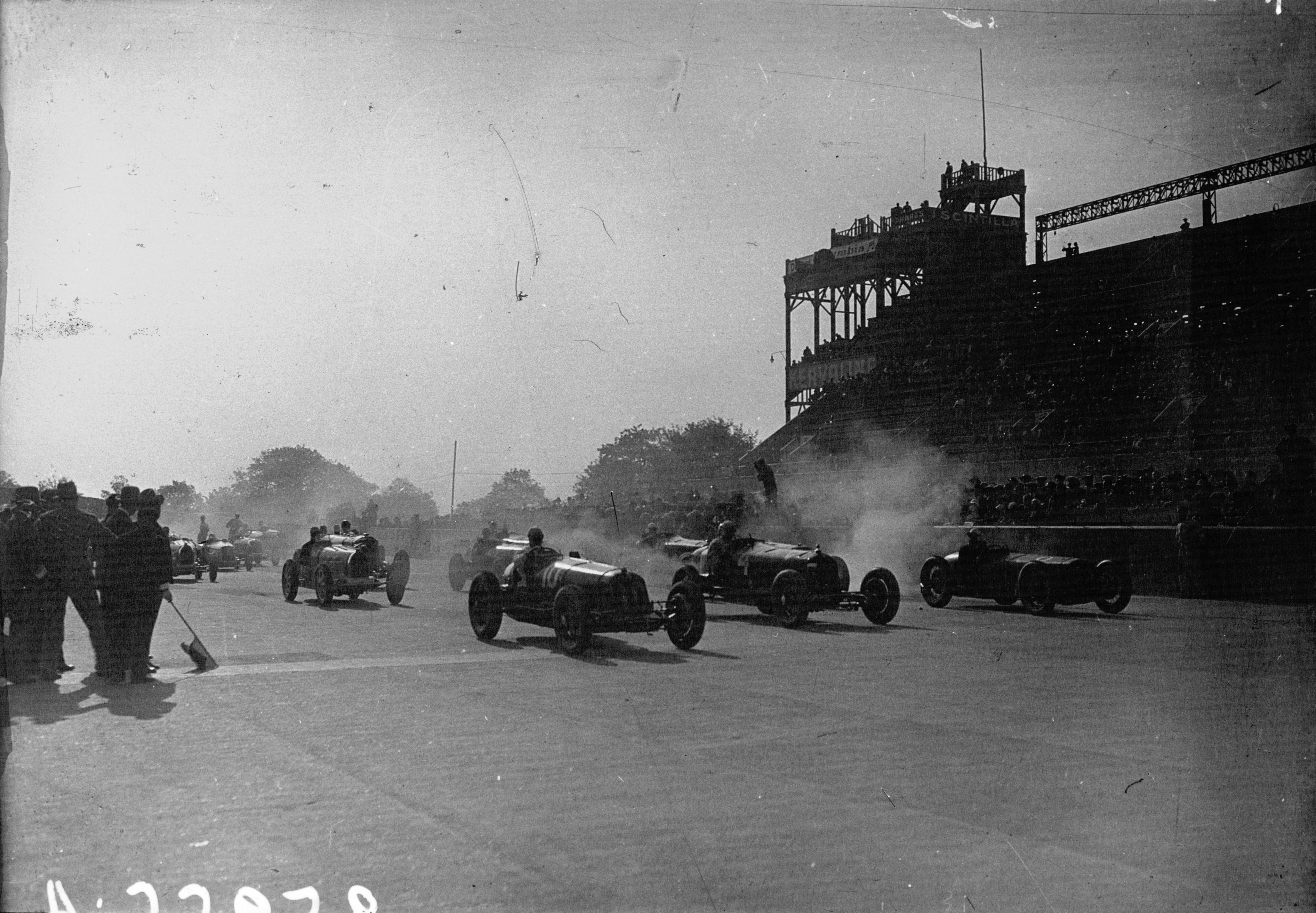
Start zum Großen Preis von Frankreich 1931

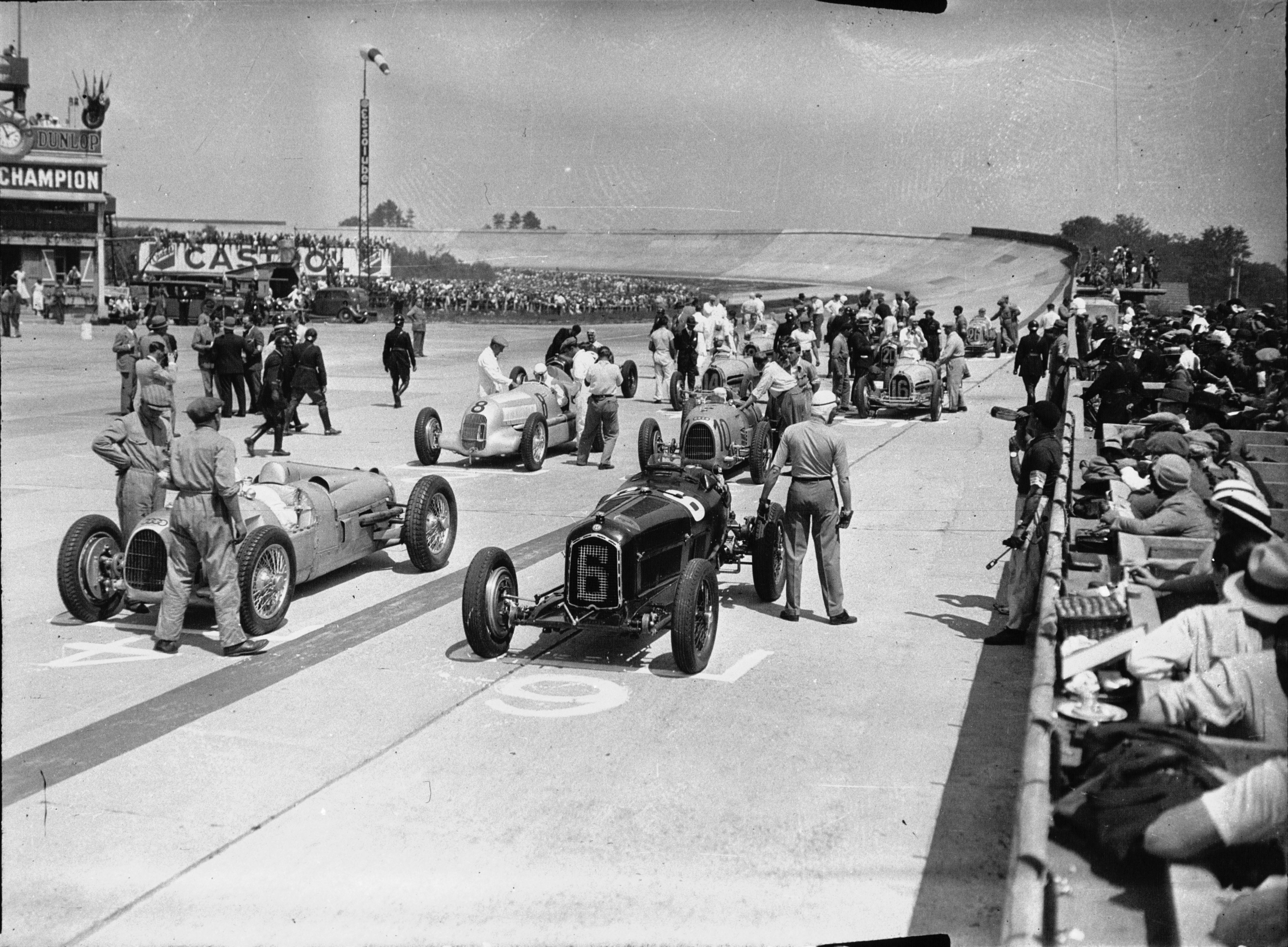
Startaufstellung zum Großen Preis von Frankreich 1934

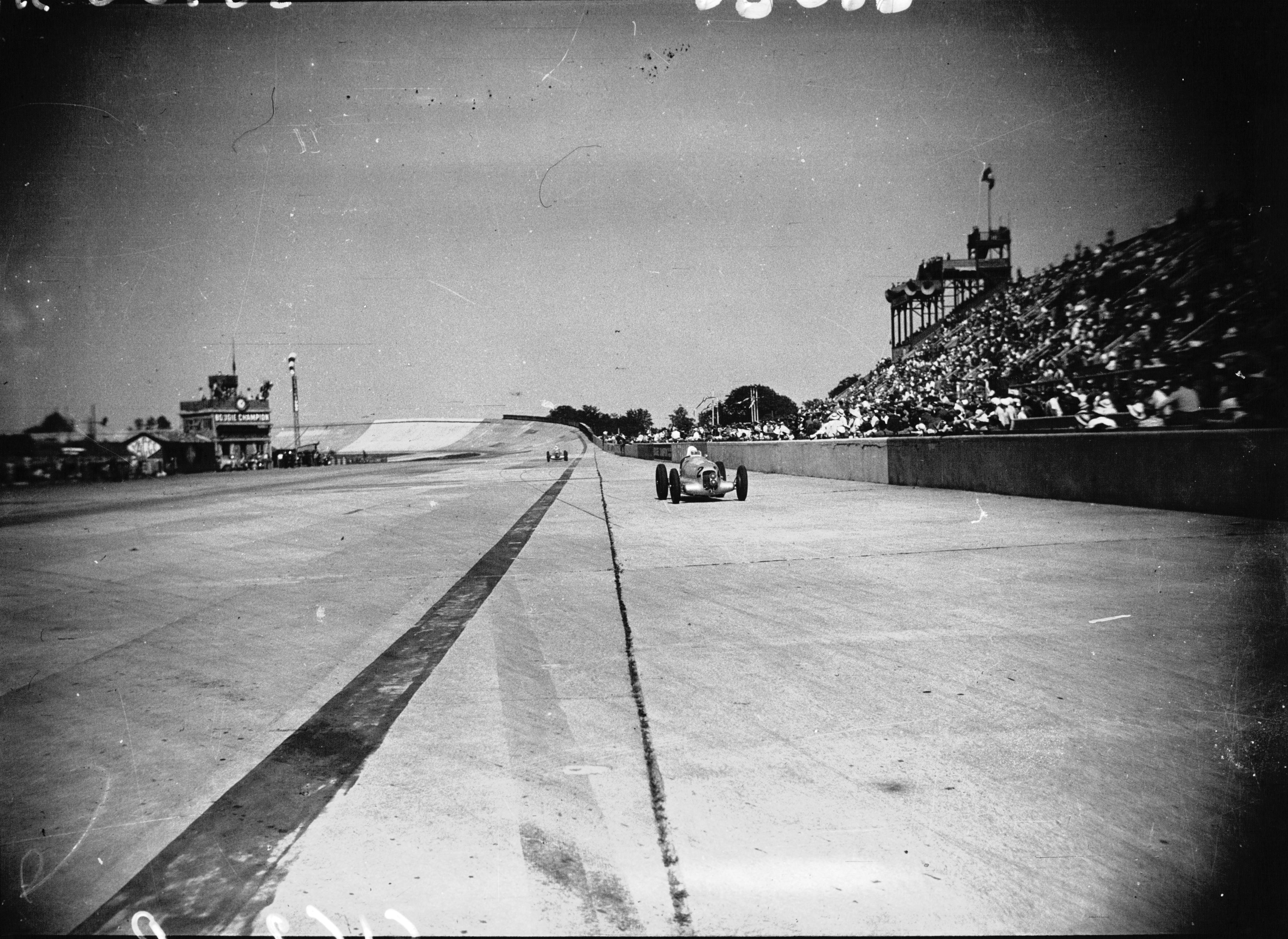
Rudolf Caracciola im Mercedes-Benz W 25 1935

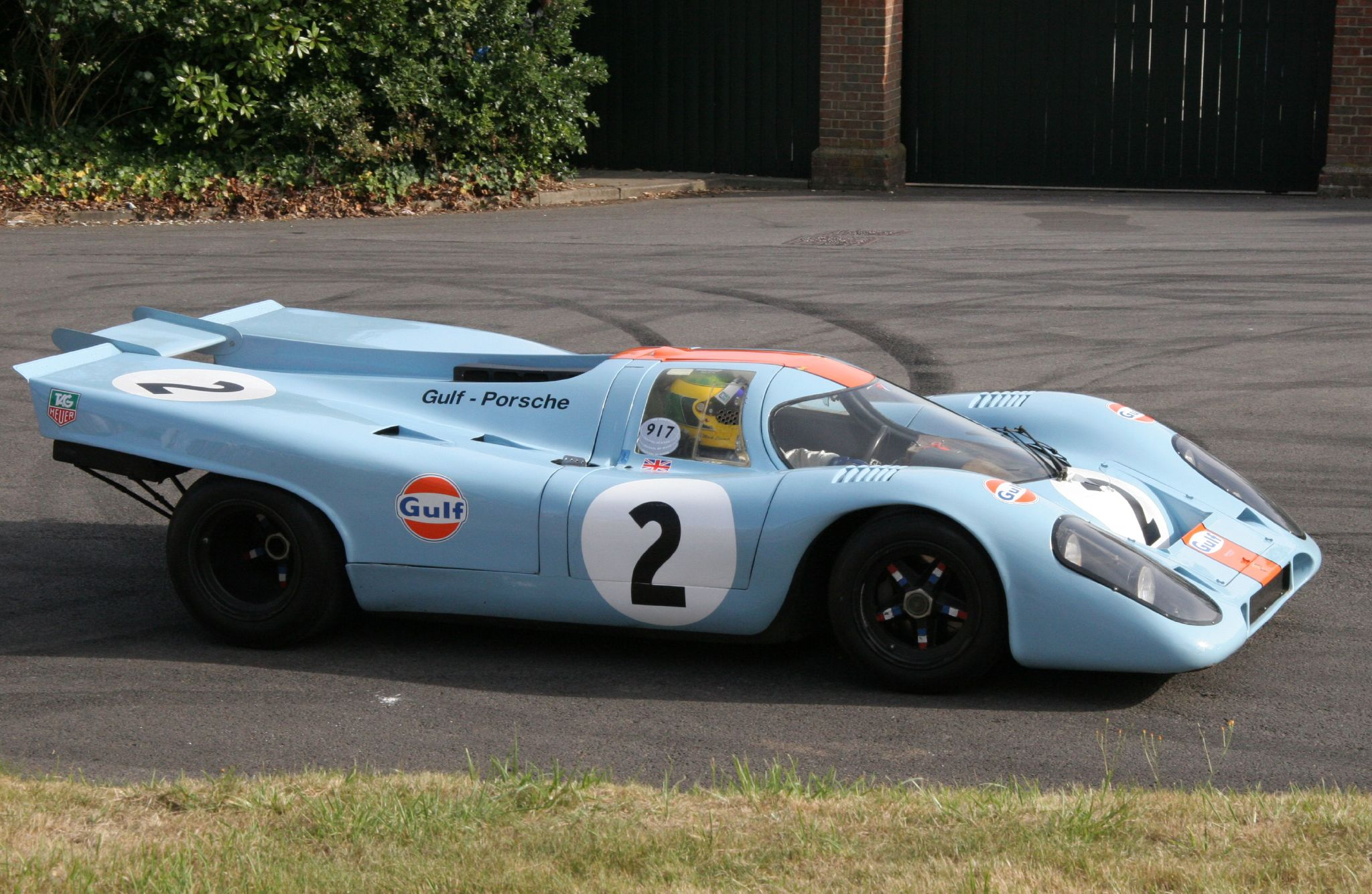
Porsche 917, Siegerwagen der 1000 km von Paris 1970

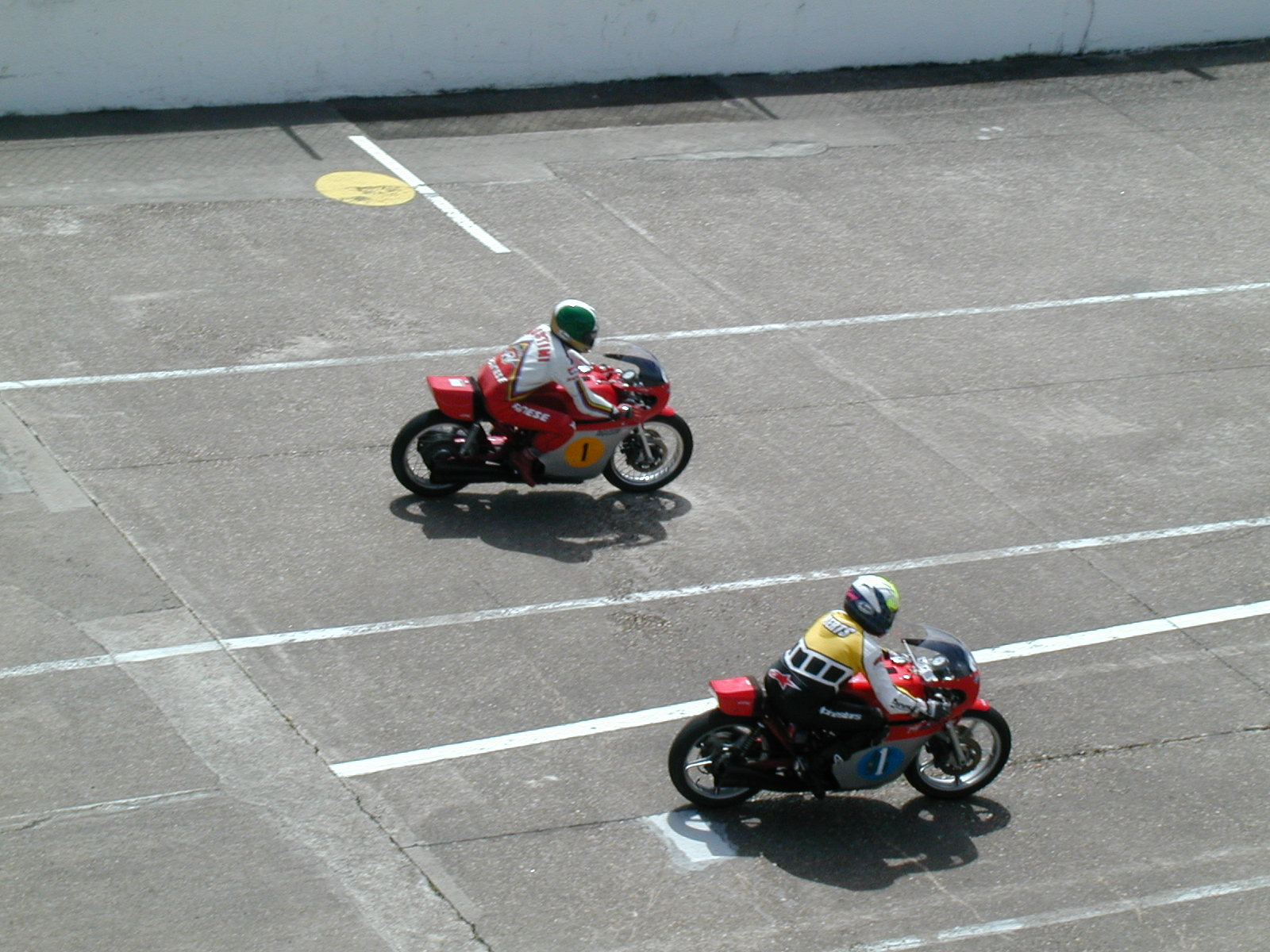
Kenny Roberts sr. und Giacomo Agostini auf MV Agusta, 2002 in Montlhéry beim Coupe Moto Légendes

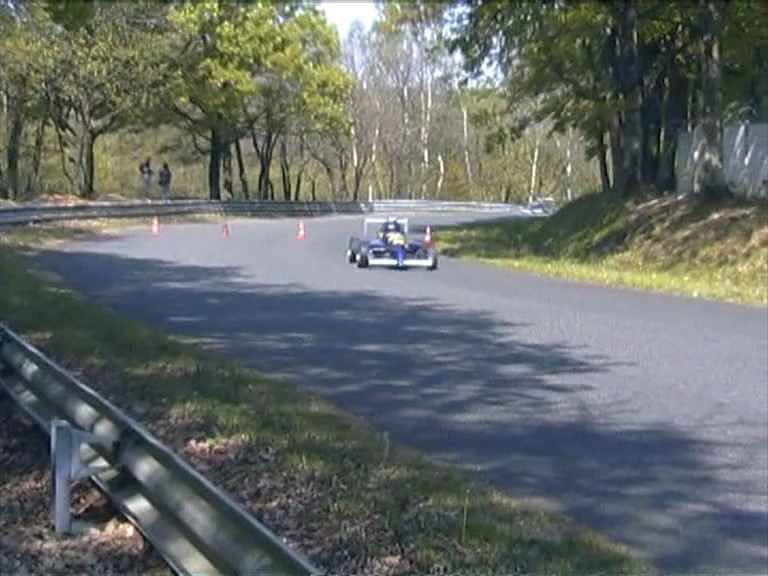
Rennen zur Formel Renault 2002

Das Autodrome de Linas-Montlhéry ist eine Motorsport-Rennstrecke zwischen Linas und Montlhéry, 24 Kilometer südlich von Paris. Sie wurde zwischen 1924 und 2005 in zwei Varianten von etwa 2,55 und 12,5 Kilometer für internationale Rennen genutzt.

## Gründung und Bau
Zwischen den Ortschaften Linas und Montlhéry, 20 Kilometer südlich von Paris, lag die ehemalige französische Rennstrecke gleichen Namens. Verantwortlich für den Bau war der Industrielle Alexandre Lamblin, der in den 1920er Jahren ein erfolgreicher Produzent von Kühlern für Flugzeugmotoren war. Die Region um Paris war damals das Zentrum der französischen Automobilindustrie, eine Rennstrecke vor allem zu Testzwecken daher eine sinnvolle Ergänzung. Lamblin kaufte 1923 ein großes Grundstück auf dem Plateau von Hurepoix und beauftragte den Ingenieur Raymond Jamin mit dem Bau der Strecke.
Permanente Rennstrecken waren damals noch eine Seltenheit. Rennveranstaltungen wurden fast ausschließlich auf öffentlichen Straßen ausgetragen. Der erste permanente Kurs wurde zwar schon 1907 im englischen Brooklands eröffnet, der zweite 1911 in Indianapolis, noch heute Austragungsort der 500 Meilen. Aber erst 1922 folgte mit dem Bau einer Rennstrecke im königlichen Park von Monza, auf der – nach der Schließung des Streckenteils mit den Steilkurven – noch heute der Große Preis von Italien ausgetragen wird, der Startschuss zum Rundstreckenbau in Europa. Allen drei Strecken war gemein, dass die Kurven zum Teil stark überhöht waren und es in Indianapolis auch heute noch sind.
Jamin konstruierte daher einen Kurs, der aus zwei 180 Meter kurzen Geraden, verbunden durch zwei Steilkurven mit einem Radius von rund 250 Metern, bestand. In der Rekordbauzeit von sechs Monaten errichteten 2000 Arbeiter 1923 die Rennstrecke, die bei einer Gesamtlänge von 2548,24 Meter (gemessen knapp unterhalb der oberen Streckenbegrenzung) und Fahrbahnbreiten zwischen 18 und 21,5 Metern die für damalige Verhältnisse enorme Durchschnittsgeschwindigkeit von bis zu 220 km/h zuließ. Ermöglicht wurde dieser Wert, wenn die Fahrer am obersten Rand der Steilkurven blieben. Verbunden waren diese Fahrten jedoch mit einem hohen Risiko, da an der Oberkante kaum Absperrungen vorhanden waren.

## Rekordfahrten mit dem Auto
Konzipiert vor allem als Kurs für Rekordfahrten, zog die Strecke schon kurz nach ihrer Eröffnung im Jahre 1924 Rennfahrer aus Frankreich und England an. Vor allem Piloten aus England konnten so den Beschränkungen, denen die Bahn von Brooklands unterworfen war (Lärmbelästigung), entgehen. Schon in den ersten beiden Monaten des Rennbetriebs wurden über 100 neue Rekorde aufgestellt. 1925 stellte Mrs. Gwenda Stewart, die 1934 und 1935 mit einem Derby Type L 8 auch bei den 24 Stunden von Le Mans am Start war, mit einem Schnitt von 234,861 km/h einen neuen Streckenrekord auf, der lange als das Maß der Dinge galt. Ihr Fahrzeug war der Derby-Miller. Im Dezember 1954 schrieb die Strecke erneut Motorsportgeschichte. Der Franzose Pierre Chancel überschritt mit einem Panhard X88 in Le-Mans-Ausführung (744 cm³) mit einem Schnitt von 201,880 km/h erstmals die 200-km/h-Marke für Fahrzeuge unter 1000 cm³.

## Radsport
Am 29. September 1928 stellte der belgische Radrennfahrer Léon Vanderstuyft auf dem Autodrome mit 122,771 km/h einen neuen Stundenweltrekord hinter motorisiertem Schrittmacher auf einem Opel-Rad des Typs ZR3 auf. Dieser sensationelle Rekord sollte Jahrzehnte Bestand haben.
Ab 1928 wurden auf dem Autodrome regelmäßig jährlich die französischen Straßenmeisterschaften ausgefahren. 1950 lagen bei den Meisterschaften drei Fahrer – Camille Danguillaume, Louison Bobet und Antonin Rolland – gemeinsam in Führung. Danguillaume prallte mit einem Presse-Motorrad zusammen und stürzte. Einige Tage später starb er im Krankenhaus. Meister wurde Louison Bobet.

## Die Rennen vor dem Zweiten Weltkrieg
1925 veranstaltete der Automobile Club de France den Grand Prix auf der Strecke von Linas-Montlhéry, nachdem die Ovalbahn, wieder in Rekordzeit, durch einen zehn Kilometer lagen Straßenkurs erweitert worden war. Die Strecke hatte nun eine Gesamtlänge von 12,5 Kilometern. Bei Rennen fuhren die Fahrzeuge die Strecke im Uhrzeigersinn, während die Rekordfahrten über das Oval in Gegenrichtung gefahren wurden. Das Rennen gewann Robert Benoist auf einem 12-Zylinder-Delage. Den Italiener Antonio Ascari kostete das Rennen das Leben. Ascari, damals einer der besten und populärsten Rennfahrer, Vater des späteren Formel-1-Weltmeisters Alberto Ascari, verunfallte mit seinem Alfa Romeo P2 schwer und starb noch an der Unfallstelle. Zwischen 1931 und 1937 fand der Grand Prix des Automobile Club de France (ACF) regelmäßig in Linas-Montlhéry statt. Schon Mitte der 1930er Jahre wurde jedoch absehbar, dass die Geschwindigkeiten im Oval bei den Grand-Prix-Rennen zu hoch wurden. 1935 baute man für das Rennen am 23. Juni 1935 drei künstliche Schikanen ein, um einerseits die Höchstgeschwindigkeit zu senken und anderseits die überlegenen Fahrzeuge von Mercedes-Benz und Auto Union einzubremsen. Dennoch gab es einen Doppelsieg für Mercedes. Rudolf Caracciola gewann nach vier Stunden Fahrzeit knapp vor Manfred von Brauchitsch und zwei Runden vor Goffredo Zehender, der auf einem Maserati Dritter wurde.
Als Alexandre Lamblin die erheblichen Kosten für die Erhaltung der Betonbahn nicht mehr aufbringen wollte und die Strecke für die schnellen Monoposto-Rennwagen 1938 gesperrt wurde, verkaufte er den Rundkurs 1939 an den französischen Staat, der die Rennbahn dem Kriegsministerium unterstellte. Während der Jahre des Zweiten Weltkriegs gab es dort keinen Rennbetrieb mehr.

## Internierungslager Linas-Montlhéry
Nach der Übernahme der Rennstrecke durch das Kriegsministerium entstand auf deren Gelände das Camp Linas-Montlhéry, ein militärisches Übungsgelände, für das auch einige Baracken errichtet worden waren. Hier wurden am 27. November 1940 Familien interniert, die von den Behörden des Vichy-Regimes als Nomaden bezeichnet wurden. Sie standen zuvor seit dem 6. Oktober 1940 in der Gemeinde Darnétal unter Hausarrest.
Die Einrichtung dieses Lagers war von den deutschen Besatzern angeordnet und von den französischen Behörden in die Praxis umgesetzt worden. In ihm waren neben französischen Sinti und Roma auch ausländische untergebracht. Für sie alle – auch Frauen und Kinder – begann der Tag mit dem Morgenappell, bei dem die Wachen kontrollierten, dass niemand aus dem Lager geflüchtet war. Tagsüber wurden sie zu Ausbau- und Wartungsarbeiten im Lager herangezogen oder arbeiteten außerhalb des Lagers auf der ehemaligen Rennstrecke, die für eine Sportveranstaltung wieder instand gesetzt werden sollte. In ihrer Freizeit war es den Internierten möglich, auf ihren mitgebrachten Instrumenten zu spielen und gelegentlich ein kleines Orchester zu bilden.
Das Lager, in dem bis zu zweihundert Personen interniert wurden, blieb bis zum 21. April 1942 in Betrieb. An diesem Tag wurden die Internierten in ein Lager in der Gemeinde Mulsanne verlegt. Der Grund für die Schließung lag nach Leroy darin, dass den staatlichen Inspektoren aufgefallen war, dass in Linas-Montlhéry die Unterhaltungskosten im Vergleich zu anderen Internierungslagern viel zu hoch gewesen waren.

## Wiederauferstehung
1946 übernahm mit der UTAC (Union Technique pour Auto, Moto et Cycle) ein neues Management den Betrieb. Die UTAC war bis zuletzt Betreiberin der Rennstrecke, zuständig für Erhalt und Renovierung. Ein langfristiger Pachtvertrag mit dem Ministerium sicherte ein aktives Rennleben. Die Renovierung der Streckte dauerte zwei Jahre und wurde 1948 nach der Errichtung eines Kontrollturms, neuer Tribünen und einer Tankstelle abgeschlossen.
Bis in die 1970er Jahre wurden Formel-Rennen ausgetragen: ab 1956 auch in unregelmäßigen Abständen, parallel zur Pariser Automobilausstellung, der Coupe du Salon. Bekanntestes Rennen waren die 1000 km von Paris, die bis 1971 regelmäßig ausgetragen wurden, obwohl die unebene Betonbahn für die schnellen Sportwagen denkbar ungeeignet war. 1964 verunglückten der Deutsche Peter Lindner und der Italiener Franco Patria nach einer Kollision tödlich und rissen dabei drei Streckenposten mit in den Tod. Ein vorläufig letztes Rennen fand 1971 statt.
Noch einmal, 1994, wurden die 1000 km von Paris erneut kurz zum Leben erweckt, als die BPR-Serie, ein Vorläufer der heutigen FIA-GT-Meisterschaft, ein Rennen in Linas-Montlhéry austrug.
1997 und dann noch einmal 2001 erteilte die französische Rennstrecken-Kommission der Bahn für jeweils vier Jahre die notwendige Zulassung zu einem geordneten Rennbetrieb, um den „Coupe du Salon“ und den „Grand Prix de l’Age d’Or“ – ein Rennen mit historischen Rennfahrzeugen – weiter veranstalten zu können. Auch ein Rennen zur nationalen Formel-Renault-Meisterschaft wurde 2002, allerdings nur am Straßenkurs, ausgetragen. Vor allem die Erhaltung der Trägerkonstruktion der Steilkurven machte den Betreibern zu schaffen; so musste schon 1997 eine der beiden Kurven gesperrt werden. Nach dem Ablauf der letzten Vierjahresfrist 2005 war klar, dass die Strecke in keiner Hinsicht mehr den Anforderungen an die Sicherheit einer modernen Rennstrecke entsprach und nur Investitionen in Millionenhöhe Abhilfe schaffen könnten.
Diese Investition wollten die Betreiber aber nicht mehr aufbringen und verkauften das Areal an eine Immobiliengesellschaft, die die Strecke vollständig schleifen und Wohnanlagen errichten möchte. Eine Vereinigung zur Rettung des Kurses (Association pour la Sauvegarde de l’Autodrome de Linas-Montlhéry, ASALM) unter Schirmherrschaft der bekannten französischen Rennfahrer Hubert Auriol, Henri Pescarolo, Patrick Tambay, Patrick Delage, Jean-Claude Andruet, Jean-François Baldé und Jean-Pierre Beltoise wurde gegründet.
Aktuell finden regelmäßige Events, vornehmlich historischer Natur, auf der Strecke statt. Es werden ebenfalls Fahrlehrgänge auf einer im Innenbereich errichteten Strecke abgehalten.

## Das Autodrome in den Medien
Weltbekannt wurde die Strecke 1966 durch den Film Ein Mann und eine Frau von Claude Lelouch, mit Anouk Aimée und Jean-Louis Trintignant. Die Rennszenen des Films spielen in Linas-Montlhéry.